# Mila caespitosa
Mila caespitosa Britton & Rose – gatunek sukulenta z rodziny kaktusowatych (Cactaceae), jedyny przedstawiciel monotypowego rodzaju Mila Britton & Rose. 

## Systematyka
Pozycja systematyczna według APweb (aktualizowany system APG III z 2009)
Należy do rodziny kaktusowatych (Cactaceae) Juss., która jest jednym z kladów w obrębie rzędu goździkowców (Caryophyllales)  i klasy roślin okrytonasiennych. W obrębie kaktusowatych należy do plemienia Trichocereeae, podrodziny Cactoideae.
Pozycja rodzaju w systemie Reveala (1993-1999)
Gromada okrytonasienne (Magnoliophyta Cronquist), podgromada Magnoliophytina Frohne & U. Jensen ex Reveal, klasa Rosopsida Batsch, podklasa goździkowe (Caryophyllidae Takht.), nadrząd  Caryophyllanae Takht.,  rząd goździkowce (Caryophyllales Perleb), podrząd Cactineae Bessey in C.K. Adams, rodzina kaktusowate (Cactaceae Juss.), rodzaj Mila Britton & Rose.
Synonimy gatunku
Rodzaj liczył początkowo 13 gatunków, jednak sprowadzono je do synonimów uznając wszystkie za jeden gatunek Mila caespitosa, o dużej zmienności cech.
- Mila kubeana Werder. et Backeb. 1931, Mila nealeana Backeberg 1934, Mila alboreolata Akers 1953, Mila albisaetacens Rauh et Backeberg 1957, Mila breviseta Rauh et Backeberg 1957, Mila ceroides Rauh et Backeberg 1957, Mila densiseta Rauh et Backeberg 1957, Mila fortalezensis Rauh et Backeberg 1957, Mila lurinensis Rauh et Backeberg 1957, Mila pugionifera Rauh et Backeberg 1957, Mila sublanata Rauh et Backeberg 1957, Mila colorea F. Ritter 1981.